# Schieß-Europameisterschaften Flinte 2019
Die 51. Schieß-Europameisterschaften Flinte 2019, fanden vom 3. bis 17. September 2019 in Lonato del Garda, Italien für Flinten-Wettbewerbe statt. Es nahmen über 401 Athletinnen, Athleten, Juniorinnen und Junioren aus 44 Ländern teil.

## Ergebnisse

### Erwachsene

#### Männer
| Wettbewerb       | Gold                                                       | Gold | Silber                                                | Silber | Bronze                                                              | Bronze |
| ---------------- | ---------------------------------------------------------- | ---- | ----------------------------------------------------- | ------ | ------------------------------------------------------------------- | ------ |
| Skeet            | Jakub Tomeček                                              | xx   | Tammaro Cassandro                                     | xx     | Nikolaos Mavrommatis                                                | xx     |
| Skeet Mannschaft | TschechienJakub Tomeček Tomáš Nýdrle Jaroslav Lang         | xxxx | FrankreichEmmanuel Petit Éric Delaunay Anthony Terras | xxxx   | NiemandslandDimitris Konstantinou George Kazakos Georgios Achilleos | xxxx   |
| Trap             | Jiri Liptak                                                | xx   | Aaron Heading                                         | xx     | Mauro De Filippis                                                   | xx     |
| Trap Mannschaft  | ItalienMauro De Filippis Valerio Grazini Giovanni Pellielo | xxxx | KroatienJosip Glasnović Anton Glasnović Marko Germin  | xxxx   | FrankreichSebastian Guerrero Clement Bourgue Antonin Desert         | xxxx   |
| Doppel Trap      | Daniele Di Spigno                                          | xx   | Ignazio Tronca                                        | xx     | Andrea Vescovi                                                      | xx     |

#### Frauen
| Wettbewerb       | Gold                                                | Gold | Silber                                                | Silber | Bronze                                                          | Bronze |
| ---------------- | --------------------------------------------------- | ---- | ----------------------------------------------------- | ------ | --------------------------------------------------------------- | ------ |
| Skeet            | xxxx                                                | xx   | xxxx                                                  | xx     | xxxx                                                            | xx     |
| Skeet Mannschaft | Niemandslandxxxx                                    | xxxx | Niemandslandxxxx                                      | xxxx   | Niemandslandxxxx                                                | xxxx   |
| Trap             | Daria Semianova                                     | xx   | Jessica Rossi                                         | xx     | Alessandra Perilli                                              | xx     |
| Trap Mannschaft  | ItalienFiammetta Rossi Jessica Rossi Silvana Stanco | xxxx | SpanienMaría Quintanal Fátima Gálvez Beatriz Martínez | xxxx   | Vereinigtes KönigreichAbbey Ling Sarah Wixey Charlotte Hollands | xxxx   |
| Doppel Trap      | Claudia De Luca                                     | xx   | Sofia Maglio                                          | xx     | Anne Focan                                                      | xx     |

#### Mixed
| Wettbewerb | Gold                             | Gold | Silber                           | Silber | Bronze                          | Bronze |
| ---------- | -------------------------------- | ---- | -------------------------------- | ------ | ------------------------------- | ------ |
| Skeet      | Silja Batyrschina Nikolai Tjoply | xx   | Lucie Anastassiou Anthony Terras | xx     | Amber Hill Ben Llewellin        | xx     |
| Trap       | Fátima Gálvez Alberto Fernández  | xx   | Carole Cormenier Antonin Desert  | xx     | Jessica Rossi Mauro De Filippis | xx     |

### Juniorinnen und Junioren

#### Junioren
| Wettbewerb       | Gold                                                | Gold | Silber                                                             | Silber | Bronze                                                        | Bronze |
| ---------------- | --------------------------------------------------- | ---- | ------------------------------------------------------------------ | ------ | ------------------------------------------------------------- | ------ |
| Skeet            | Alexandr Ivanov                                     | xx   | Sotiris Andreou                                                    | xx     | Petros Englezoudis                                            | xx     |
| Skeet Mannschaft | TschechienDaniel Korcak Josef Stránský Radek Prokop | xxxx | DeutschlandChristopher Honkomp Arne Hollensteiner John Kellinghaus | xxxx   | ZypernSotiris Andreou Petros Englezoudis Kleanthis Varnavides | xxxx   |
| Trap             | Murat İlbilgi                                       | xx   | Lorenzo Ferrari                                                    | xx     | Jason Picaud                                                  | xx     |
| Trap Mannschaft  | FinnlandTeemu Ruutana Matias Koivu Juho Mäkelä      | xxxx | Vereinigtes KönigreichMichael Bovingdon Thomas Betts Theo Ling     | xxxx   | ItalienLorenzo Ferrari Matteo Dambrosi Edoardo Antonioli      | xxxx   |
| Doppel Trap      | Jacopo Duprè De Foresta                             | xx   | Marco Carli                                                        | xx     | Lorenzo Franquillo                                            | xx     |

#### Juniorinnen
| Wettbewerb       | Gold                                                    | Gold | Silber                                                             | Silber | Bronze                                                          | Bronze |
| ---------------- | ------------------------------------------------------- | ---- | ------------------------------------------------------------------ | ------ | --------------------------------------------------------------- | ------ |
| Skeet            | Eva-Tamara Reichert                                     | xx   | Vanessa Hocková                                                    | xx     | Elena Bukhonova                                                 | xx     |
| Skeet Mannschaft | SlowakeiVanessa Hocková Dominika Buzášová Diana Marková | xxxx | RusslandElizaveta Evgrafova Elena Bukhonova Elizaveta Boiarshinova | xxxx   | DeutschlandEva-Tamara Reichert Johanna Wedekind Maria Volkhardt | xxxx   |
| Trap             | Mar Molné                                               | xx   | Sofia Littame                                                      | xx     | Maria Inês de Barros                                            | xx     |
| Trap Mannschaft  | RusslandPolina Kniazeva Polina Boiko Tatiana Sarnskaia  | xxxx | DeutschlandKathrin Murche Marie-Louis Meyer Johanna Brandt         | xxxx   | ItalienSofia Littame Gaia Ragazzini Greta Luppi                 | xxxx   |

#### Mixed
| Wettbewerb | Gold                                    | Gold | Silber                                | Silber | Bronze                                   | Bronze |
| ---------- | --------------------------------------- | ---- | ------------------------------------- | ------ | ---------------------------------------- | ------ |
| Skeet      | Eva-Tamara Reichert Christopher Honkomp | xx   | Elizaveta Evgrafova Andrei Danilenkov | xx     | Anastasia Eleftheriou Petros Englezoudis | xx     |
| Trap       | Sofia Littame Lorenzo Ferrari           | xx   | Sandra Bernal Remigiusz Charkiewicz   | xx     | Gaia Ragazzini Edoardo Antonioli         | xx     |

## Medaillenspiegel
| Platz  | Land                   | Gold | Silber | Bronze | Gesamt |
| ------ | ---------------------- | ---- | ------ | ------ | ------ |
| 01     | Italien                | 4    | 4      | 5      | 13     |
| 02     | Russland               | 4    | 2      | 2      | 8      |
| 03     | Tschechien             | 4    | —      | 1      | 5      |
| 04     | Deutschland            | 2    | 2      | 1      | 5      |
| 05     | Slowakei               | 2    | 2      | —      | 4      |
| 06     | Spanien                | 2    | 1      | —      | 3      |
| 07     | Finnland               | 1    | —      | —      | 1      |
| 07     | Türkei                 | 1    | —      | —      | 1      |
| 09     | Frankreich             | —    | 3      | 2      | 5      |
| 10     | Zypern                 | —    | 2      | 4      | 6      |
| 11     | Vereinigtes Königreich | —    | 2      | 2      | 4      |
| 12     | Kroatien               | —    | 1      | —      | 1      |
| 12     | Polen                  | —    | 1      | —      | 1      |
| 14     | Griechenland           | —    | —      | 1      | 1      |
| 14     | Portugal               | —    | —      | 1      | 1      |
| 14     | San Marino             | —    | —      | 1      | 1      |
| Gesamt | Gesamt                 | 20   | 20     | 20     | 60     |